# Batalla de Tarakan (1942)
La batalla de Tarakan fue un enfrentamiento bélico que tuvo lugar en la Isla de Tarakan (actualmente Indonesia) entre el 11 y 12 de enero de 1942 durante la Segunda Guerra Mundial, comenzando el día después que el Imperio del Japón le declarase la guerra al Reino de los Países Bajos. Pese a que la Isla de Tarakan era una pequeña isla pantanosa cerca de la costa noreste de Borneo en las Indias Orientales Neerlandesas, los 700 pozos petroleros, la refinería y la pista de aterrizaje de la isla se convirtieron en objetivos claves del Ejército Imperial Japonés durante la Guerra del Pacífico.

## Geografía
Tarakan es una isla en forma de triángulo ubicada a 4 km de la costa de Borneo. La isla tiene aproximadamente 24 km de largo desde su punto más norteño hasta la punta sur y 18 km de ancho hacia el norte de la isla. La pequeña isla de Sadau está ubicada a 0.8 km de la costa oeste de Tarakan. Casi toda la costa de Tarakan es pantanosa, y en 1945 los manglares de la parte norte de la isla se extendía entre 1.6 y 2 km hacia el interior. Los manglares de la costa en la parte sur de la isla eran más angostos. En el interior, gran parte del centro de Tarakan estaba cubierta de empinadas y densamente forestadas colinas de un poco más de 30 metros de alto. Tarakan está ubicada tres grados al norte del ecuador y tiene un clima tropical. La temperatura máxima durante la mayoría de los días es de aproximadamente 90 grados Fahrenheit, y la humidad relativa es casi siempre de un 90%.
En 1945, Tarakan Town era el principal asentamiento de la isla. Este pueblo estaba ubicado a 1.800 m de la costa y separado de la costa suroeste por varias colinas pequeñas cubiertas por vegetación baja. Cuatro muelles se usaban para fondear los buques petroleros que se encontraban a lo largo de la costa y estaban conectados a Tarakan Town por tres caminos. La pista de aterrizaje de Tarakan estaba ubicada a 1.6 km al noroeste de Tarakan Town. De los dos pozos petroleros de la isla, el Pozo Sesanip estaba ubicado en el extremo noreste de la pista, mientras que el pozo más grande, Djoeata o Juata, estaba 4.8 km al norte. La aldea de Djoeata estaba ubicada en la costa noroeste de Tarakan y conectada con el pozo petrolero de Djoeata por un sendero.

## El desembarco japonés
El 10 de enero de 1942, luego de que un hidroavión Dornier Do 24K neerlandés avistó una flota de invasión japonesa, el comandante de la guarnición de Tarakan ordenó la destrucción de todas las instalaciones petroleras de la isla, en especial la refinería.
Las fuerzas japoneses de la Unidad del Ala Derecha del Destacamento Sakaguchi desembarcaron en la costa este de Tarakan a la medianoche el 11 de enero de 1942, seguidas por la 2.a Fuerza Especial de Desembarco Naval Kure. Luego de montar una corta pero dura resistencia, la guarnición del Ejército Real de las Indias Orientales Neerlandesas (KNIL), ampliamente superada en número, se rindió en la mañana del 12 de enero. Todos los prisioneros de guerra fueron ejecutados ahogados por los japoneses en represalia por la destrucción de las instalaciones petroleras, una acción que fue repetida más adelante en la batalla de Balikpapan.
Durante la noche del 11 de enero, antes de que Japón complete el bloqueo de Tarakan, el submarino neerlandés K-X, el buque de patrulla P-1 y la lancha civil a motorAida lograron escapar. El minador neerlandés Prins van Oranje también trató de escapar, pero fue hundido por el destructor japonés Yamakaze, bajo el mando del Teniente Cdr Shuichi Hamanaka, y el buque de patrulla P-38.
Tarakan estuvo ocupado por los japoneses hasta mayo de 1945, cuando fue liberado por tropas australianas en la batalla de Tarakan de 1945.

## Orden de batalla

### Fuerzas terrestres

#### Unidades japonesas
Destacamento Sakaguchi
- Cuartel General del 56.o Grupo Regimental
- Compañía Tanqueta
  - 146.o Regimiento de Infantería (+)
    - I Batallón, 56.o Regimiento de Artillería de Campo
    - 1 Company, 56.o Regimiento de Ingenieros
    - 2 Company, 56.o Regimiento de Transporte
- Elementos de Infantería, 2.a Fuerza Naval Especial de Desembarco Kure[7]
- 2.a Unidad de Construcción de Pozos Petroleros
- 5.a Unidad de Construcción de Pistas de Aterrizaje

#### Unidades neerlandesas
Guarnición de Tarakan
- Batallón de la Guarnición de Tarakan (7o Batallón de Infantería del KNIL)
  - Compañía de ametralladoras
  - Destacamento motorizado con siete carros blindados[8]
- 3 Regimientos de artillería costera(?)
  - Dos baterías móviles de artillería costera (3 cañones de 75 mm 2 cañones de 70 mm)
  - Cinco baterías costeras fijas (2 cañones de 120 mm, 10 cañones de 75 mm y 3 cañones de 37 mm)
  - Dos baterías antiaéreas (4 cañones de 40 mm y 4 cañones de 20 mm)
  - Cuatro pelotones de ametralladoras antiaéreas (cada uno con 3 HMG de 12.7 mm)
- Dos pelotones de ingeniería
- Pelotón auxiliar móvil de primeros auxilios.

### Libros
- Womack, Tom (2006), "The Dutch Naval Air Force Against Japan – The Defense of the Netherlands East Indies, 1941–1942", McFarland & Company, Inc., ISBN 0-7864-2365-X

### Web
- L, Klemen (1999-2000). «Forgotten Campaign: The Dutch East Indies Campaign 1941-1942». Archivado desde el original el 26 de julio de 2011. Consultado el 20 de agosto de 2012. (en inglés)
- Morison, Eliot Samuel (2001), "The Rising Sun in the Pacific 1931 – April 1942", University of Illinois Press, Urbana. (en inglés)
- Niehorster, Dr. Leo, World War II Armed Forces Orders of Battle and Organizations (en inglés)
- El Reino de los Países Bajos declara la guerra a Japón (en inglés)

- Datos: Q2165376